# Круглик (Горлівський район)
Кру́глик — село Хрестівської міської громади Горлівського району Донецької області, Україна. Населення становить 21 особу.

## Географія
Селом тече Балка Круглик.

## Загальні відомості
Відстань до райцентру становить близько 34 км і проходить автошляхом місцевого значення.
Землі села межують із територією с-ща. Міус Попаснянського району та смт Фащівка Антрацитівського району Луганської області.
Неподалік від села розташований ентомологічний заказник місцевого значення «Круглик».
Унаслідок російської військової агресії Круглик перебуває на тимчасово окупованій території.

## Населення

### Мова
Розподіл населення за рідною мовою за даними перепису 2001 року:
| Мова       | Кількість | Відсоток |
| ---------- | --------- | -------- |
| російська  | 15        | 71.43%   |
| українська | 6         | 28.57%   |
| Усього     | 21        | 100%     |